# Tanytarsus oyamai
Tanytarsus oyamai är en tvåvingeart som beskrevs av Sasa 1979. Tanytarsus oyamai ingår i släktet Tanytarsus och familjen fjädermyggor. Inga underarter finns listade i Catalogue of Life.